# Zapadni mao jezici
Zapadni mao jezici, zapadna podskupina sjevernoomotskih mao jezika, koji se govore na području zapadne Etiopije, u blizini sudanske granice. Preko 11.000 govornika. 
Predstavnici su: ganza [gza], 5.400 (2004); hozo [hoz], 3.000 (1995 SIL); i seze [sze] 3.000 (1995 SIL)

## Vanjske poveznice
- Ethnologue (14th)
- Ethnologue (15th)